# I'm Down
«I'm Down» es una canción del grupo inglés The Beatles, compuesta por Paul McCartney y acreditada a Lennon-McCartney. Fue lanzada el 23 de julio de 1965 en Reino Unido y el 19 de julio de 1965 en Estados Unidos.
Esta canción formó parte del lado B del sencillo "Help!", que había alcanzado el n.º 1 en Estados Unidos, Reino Unido, Alemania, entre otros países.
Paul se inspiró vocalmente en Little Richard para componer esta canción. Otro ejemplo es She's a Woman.

## Créditos
- Paul McCartney: Voz principal y Bajo (Höfner 500/1 63').
- John Lennon: Órgano (Vox Continental) y  coros.
- George Harrison: Guitarra líder (Gretsch Tennessean) y coros.
- Ringo Starr: Batería (Ludwig Super Classic).

## Posición en las listas
| Año  | País           | Lista             | Posición | Semanas N.º 1 | Semanas en lista |
| ---- | -------------- | ----------------- | -------- | ------------- | ---------------- |
| 1965 | Estados Unidos | Billboard Hot 100 | 101      | —             |                  |
| 1965 | Estados Unidos | Record World      | —        | —             | —                |
| 1965 | Estados Unidos | Cash Box          | —        | —             | —                |